# Závadka nad Hronom
 Závadka nad Hronom  (in tedesco Eisenhammer, in ungherese Ágostonlak, in ruteno Zavadka nad Hronom) è un comune della Slovacchia facente parte del distretto di Brezno, nella regione di Banská Bystrica.

## Storia
Il villaggio venne fondato nel 1611 (Nagypatak, Zavadka) da pastori ruteni chiamati localmente Valaský (Valacchi). All'epoca, la giustizia veniva amministrata secondo il diritto valacco. Appartenne alla Signoria del castello di Murán. Nel XVIII secolo, con l'apertura della locale miniera di ferro, incominciò lo sviluppo industriale della località.